# ハケンのキャバ嬢・彩華
『ハケンのキャバ嬢・彩華』（ハケンのキャバじょう あやか）は、2017年10月9日から12月11日までAbemaTVにて配信、および同年10月16日（15日深夜）から12月18日（17日深夜）まで朝日放送にて放送されていたテレビドラマである。

## 概容
AbemaTVと朝日放送による初の共同制作ドラマ作品であり、AbemaTVが地上波より先行配信を行う初の作品でもある。また、地上波版ではAbemaTV版の一部シーンが未公開もしくは別のシーンに差し替えられている。
主演の夏菜に於いては『純と愛』以来5年振りの連ドラ主演作で、かつ民放連続ドラマおよび深夜ドラマでは初の主演であり、キャバ嬢役は『ガチバカ!』以来11年振りとなる。庄野崎謙とは彼の俳優デビュー作である『俺の空 刑事編』以来6年振りの共演となる。
撮影は2017年8月14日に撮影開始し、9月18日に終了した
。
グラビアアイドルの天木じゅん・森咲智美の両名は本作品で女優デビューを飾った。
制作局の朝日放送は2018年4月1日付で認定放送持株会社移行に伴う商号変更ならびに分社化により、朝日放送テレビ株式会社に商号変更されたため、旧・朝日放送名義で制作された連続ドラマは本作品が最終作となった。

## あらすじ
欲望渦巻く街・大阪ミナミに構えるクラブ「セ・ラ・ヴィ」で軽い気持ちで入店した新人キャバ嬢・舞は初日に悪徳投資家・坂木達哉に初指名された上、翌日の同伴を快諾する。嬉々とした舞は同伴前に坂本の車である店へと向かい、店内で意識を失う。坂本の策略で高額の借金を背負わされた舞に「セ・ラ・ヴィ」店長・城金貴輪は翻意にしている金貸し先として「ひぐらし信用金庫」を紹介する。
そこで勤めている御倉花は、一見冴えないOL。しかし、かつては一人で大阪府の年間予算に匹敵する金額を稼ぎ出した、お客やホステスのトラブルを解決する「伝説のキャバ嬢」一条彩華その人でもあった。

## キャスト

### 主要人物
一条彩華（いちじょう あやか） / 御倉花（みくら はな）
演 - 夏菜
昼の姿は、ひぐらし信用金庫融資室受付担当御倉 花。自分のことでもないのに同僚の相談をしに信金を訪れる舞を不思議に思う。
夜の姿は、かつては大阪の街を飛び回った「揚羽蝶」。たった一人で大阪府の年間予算に匹敵する金額を稼ぎ出した「伝説のキャバ嬢」一条 彩華。SNS「tweeter」で城金から派遣のキャバ嬢として店にとって有害な人間にゲームで成敗することを生業としており、決め台詞は「貴方からは己の欲しか感じない」と前置きし「だったら己の欲の海で、立ち泳ぎでもしてな」とドスを利かせることが多い。舞を悪徳投資家・坂木達哉から助けた理由を彼女に聞かれた際は「助けたわけじゃない、欲に塗れた人間が嫌いなだけ」と否定しているが、結果的に彼女を助け続けたことを病室で問われると、「欲が無いと思ったから」と自身を舞を重ねていることを打ち明ける。
携帯電話の解除番号は2012101。
舞（まい） / 尾上こはる（おのうえ こはる）〈20〉
演 - 岡本夏美
新人キャバ嬢。大阪市中央区谷町10丁目2番6号 アパルトメント・クラン203号室在住。「尾上 こはる」は本名。友人に半分騙される形で体験入店に誘われ、自身のみが面接に合格する。当初は入店を迷うが、実家が貧乏で大学の学費を自身で工面しなければならない事情と他のバイトより給料が良いことから「セ・ラ・ヴィ」の入店を決意する。
特技はアントニオ猪木の物真似。
城金貴輪（しろかね たかなわ）
演 - 木下ほうか
「セ・ラ・ヴィ」店長。作品開始時点では彩華の正体を知る唯一の人物。舞たちには彩華が派遣のキャバ嬢であることにして、実際は自ら彼女を呼び出していたがうっかり真実を話してしまい、舞にそれまでの嘘を指摘されると白を切っていた。

### クラブ「セ・ラ・ヴィ」
大阪市中央区宗右衛門町南8番16号所在。 2012年10月14日創業。従業員数30人。
ユリ〈25〉
演 - 増田有華
ベテランのキャバ嬢。舞の教育係といえる存在。馴れ馴れしいユーリを鬱陶しいく思っている。ユーリ曰く、初指名まで一年掛かった模様。男勝りな性格。
演じる増田曰く「皆のお姉さん的存在で気が強くさばさばした性格」とのこと。
ユーリ〈25〉
演 - 天木じゅん
天然で、ユリが大好き。巨乳。曲がったことが嫌いで、頑固な一面がある。
アリス
演 - 森咲智美
愛人キャラが売りのキャバ嬢。
チサ
演 - 泉はる
キャバ嬢。男性には引っ張られたい性格。
塚原貴志（つかはら たかし）
演 - 庄野崎謙
「セ・ラ・ヴィ」黒服。ゲームの審判役も務める。
その他キャバ嬢
演 - 泉川朱里、水城星南、小林美季、森崎亜美、倉原亜実

### ひぐらし信用金庫
志田亮介（しだ りょうすけ）
演 - 上杉柊平
花の同僚。花に好意を抱いているが終盤まで、花の正体には気づいてない。
その正体は金に目がくらみ中谷とエリを影で操って、財界や芸能界の成功者から美人局で金を騙しとった黒幕。
謎の易者
演 - ほんこん
融資の相談客。その正体は城金の知人の情報屋で、裏稼業から足を洗おうと職を持つために信金を訪れていたが、その度に花に断られていた。
その他社員
演 - 白浜すみれ、村瀬みき、松島凪、田島眞次

### ゲスト
※ 複数話登場人物には演者名横に登場話を記載

#### 第1話
坂木達哉
演 - 東幹久
企業投資家。1969年6月4日生まれ。大阪市中央区淀巳1丁目10番3号在住。舞の初指名客。彼女に同伴を申し出て翌日、同伴前に坂木の車で彼の御奨めの店に向かい、彼の策略で舞を友人のホストクラブ「MORE DREAM」で記憶を失うほど飲ませ、高いボトルを何本も開けさせた上、420万円の借金を舞に背負わせる。後日、舞に高いボトルを頼んだことへの感謝と同時に「返済から逃げたら大学に行く」と彼女を脅迫する。帰宅途中、街中で花とぶつかった腹癒せに舞に1/4の105万円を明日までに用意するように一方的に催促する。翌日、彼女に用意出来ないことを承知の上で持参した友人の経営する金融業者「モア・ドリ ローン株式会社」の契約書に無理矢理捺印させようとするところで彩華と対峙する。彼女に投資損失の補填手段として舞に借金を背負わせた手口と、その際に酒に混ぜたとされる睡眠薬の処方箋の画像を突き付けられ「証拠にはならない」と白を切るも、「決定的な証拠にはならなくとも被害者の声が集まり世間が騒げれば警察も動かざるを得なくなる」と反論される。画像を賭けて彼女と「ぴったり飲みましょう」で勝負することになり、序盤は彩華が次々とグラスを飲み続け、彼女に酔いが出始めたころを睨み勝負を付けるべくアルコール度数の引上を提案し、酒をマベリックからアブサンに変える。実はこれは彩華の戦略で、坂木を油断させるために序盤はわざと負けていたに過ぎず、今度は一転して坂木が窮地に立たされる。途中彩華のイカサマを疑うが不発に終わり、彼女に続行を要求され承諾し、アルコール許容量を超過するほど飲まされ転倒する。彩華の戦略を知ってもなお、彼女への戦意は揺るがなかったものの、意識が朦朧として泥酔してしまう。閉店間際に城金に起こされ、彼曰く「（創業以来）過去最高（額）」である840万円の請求書を渡される。これに驚愕し「ぼったくりだろ!!」と抗議するが、自身が泥酔させた舞と同様の手口で彩華に高いボトルを開けさせたことと、明日までに1/4の210万円を支払うように告げられ呆然とする。
舞のキャバ嬢人生に於いて多大な影響を及ぼした人物の一人であり、後に鶴橋勇太と同伴出勤する際に名前こそ口外しなかったものの当時の境遇を彼に述懐している。

#### 第2話
ミイナ
演 - 三上悠亜
パパ活に精を出す「セ・ラ・ヴィ」キャバ嬢。パパを見つけては月極契約を交わし、契約が切れたらパパを探しに営業に訪れる。一目惚れした友田にパパになって貰う交渉を交わす。後日彼とデートし、マンションに連れ込まれた途端、態度が豹変し首絞めされ強姦に遭う。帰宅途中、上松に口止料を奪われ後悔と失意の念に項垂れる。歩道橋から道路を眺めていたところを舞に自殺と誤解され否定する。店で友田と再会し、「もう一度パパになってやろうか?」と彼の何食わぬ態度に逆上し殴り掛かるが塚原に制止される。友田が彩華に「マンションゲーム」で敗北し往生際の悪さを晒した際は彼に侮蔑の眼差しを向ける。
友田義弘
演 - 柏原収史
大阪府議会議員。ボー・ヴィラージュ(BEAU VILLAGE)402号室在住。若者の貧困改善を公約に掲げるが、裏では複数の店で愛人を物色しては性行為を行い、口止料を払い、上松に垂れ込んでもどうにもならないと脅しを掛け、後で口止料を回収させ、飽きたら別の女性を物色している。ミイナとパパの契約を交わし、後日彼女とデートして自宅マンションに連れて行き、それまでの紳士的な態度から豹変して彼女を強姦する。さらに後日、「セ・ラ・ヴィ」で再会したミイナに再度のパパの契約を提案して彼女の怒りを買う。そこで彩華と対峙し、自身が勝てば彼女をパパの契約、彩華が勝てば言うことを何でも聞くことを条件に「マンションゲーム」で対決することになる。途中までは両者ほぼ互角で進んだが、終盤で彩華が友田のマンション名を口に出した事で動揺し、上松のミスも手伝って彩華に敗北。自身が今まで性行為を及んだ女性たちの顔写真を彩華に突き付けられ、国民の前で謝罪を要求される。上松曰く「席や接待以外で初めて」頭を垂らすが、女性が金を欲しがるからギブ&テイクでやったと開き直る。
上松昌一
演 - 河野直樹
友田の秘書。裏では隠蔽工作を行う。
花の母
演 - 大沼百合子（第3話・最終話）
花（彩華）の回想でのみ登場。故人。花が一条彩華として夜の世界に足を踏み入れる契機を作った人物。

#### 第3話
美久（みく）
演 - 吉倉あおい
「セ・ラ・ヴィ」No.1キャバ嬢。とあるアパートの105号室在住。高校時代にヲタバレした過去から自分が腐女子であることを隠すため、興味の無い政治やファッションで身を固める所謂「擬態女子」を装う。凛にバラされキャバ嬢を辞めようとするが彩華に「何かに拘りの持つ人間は強い」「目的のある人間だけが必死になれて、必死になればなるほどNo.1になれる」と諭され、それ以降もキャバ嬢を続けている。
凛（りん）
演 - 松山メアリ
「セ・ラ・ヴィ」No.2キャバ嬢。携帯に送った画像を削除して欲しければ200万用意するよう美久を脅迫する。
演じる松山曰く「強気なキャラクターを濃くするために分かり易い関西弁を意識した」とのこと。
井上公造（いのうえ こうぞう）
演 - 井上公造（本人役）
芸能リポーター。池袋には腐女子が通う店が沢山あることを告げる。舞に仕事振りを称賛されて照れ笑いしていた。
桐山（きりやま）
演 - 津田英佑
「セ・ラ・ヴィ」来店客。美久の態度から城金・塚原から麻薬密売人と思われていたが、実際は彼女の好きなアニメのキャラクターの声に似ていたことが判明する。
藤原（ふじわら）
演 - 田中清貴
「セ・ラ・ヴィ」来店客。休日の東京で美久を見掛けたことを本人に話すも人違いとはぐらかされる。
アイドルオタク
演 - 砂邊勇紀、金谷祐治、瀬戸口祥侑、石川智基

#### 第4話
香奈（かな）
演 - 永尾まりや
「セ・ラ・ヴィ」キャバ嬢。一週間前、「キャバ嬢より楽に稼げる方法がある」と松村武雄からライブ動画への出演を誘われる。動画はネット上に残らないことを理由に出演を承諾してしまい、それをネタに彼から多額の金額を要求される。
松村武雄（まつむら たけお）
演 - デビット伊東

松村陽子（まつむら ようこ）
演 - 桂木悠希
不動産屋社長。武雄の妻。某元衆議院議員を彷彿させる暴言を浴びせる、腹部を殴ると言った夫へのDV行為が多い。彼女の登場シーンでのBGMはモデスト・ムソルグスキー作曲による交響詩『禿山の一夜』である。

#### 第5話
理沙（りさ）
演 - 柳ゆり菜
「セ・ラ・ヴィ」新人キャバ嬢。虐められていた過去から人と話すことが不得意な自分を変えるために入店した。真香莉にマインドコントロールによるバーナム効果で洗脳されていると知らずに心酔する。
カオティック真香莉（カオティックまかり）
演 - コトブキツカサ（第6話）
タロット占い師。相手のことは手に取るように分かると豪語するも理沙の入店理由を理解していなかった。彩華に鬘を剥ぎ取られ、ミナミでキャバ嬢やホストを中心に声を掛け金を巻き上げていたただのおっさんであることを暴露される。第6話ではAV男優として「セ・ラ・ヴィ」姉妹店「エロス」に来店し、ココミのAVデビューを急ぐが、彩華に正体に気付かれまたしても鬘を剥ぎ取られてしまう。

#### 第6話
ココミ / 立花ココミ（たちばな ココミ）
演 - 山地まり
「エロス」キャバ嬢。大阪市中央区船橋町西4丁目8-1在住。母親の名は「純子」。自称アイドルを名乗りSNSで「いいね!」を稼ぐなど、自作自演で人気者を装っているため周りのキャバ嬢からは嫌われている。彩華に叱責され罰ゲームとして坊主頭のコスプレをした状態で謝罪文をSNSに掲載させられるが、皮肉にもこの時が最も「いいね!」を稼げる結果となる。その後は出家し、それがきっかけで出家アイドルとしてテレビで引っ張り凧になったことが舞の口から語られた。
嘉門航大
演 - 坪倉由幸（我が家）
「エロス」来店客。ココミに女優に興味が無いかと尋ね、人脈を武器に真香莉と共謀でAVデビューさせようとする。彩華の姿を見るや否や、血相を変えて店から逃げる真香莉を追うように彩華にゲームを挑まず逃げ去る。真香莉との会話から彩華の存在自体は既に聞かされていた模様。
さくら
演 - 村上穂乃佳
「エロス」キャバ嬢。
ルミ
演 - 奈良岡にこ
「エロス」キャバ嬢。
橋本（はしもと）
演 - 木全俊太
「エロス」来店客
演 - 渡部将之、植松俊、古都勇斗、高田勇樹
上記五名はココミに雇われたサクラ。
その他「エロス」キャバ嬢
演 - 山之内優美、ましろ、塙萌、時梨まりな、丸山えん

#### 第7話
石山清也
演 - 長田成哉
笠見の部下。上司の笠見から無理難題やパワハラを受け続けリストカットしようとするほど精神的に追い詰められる。しかし会社を辞めようと思っても、5年前別会社の「ジオンデザイン株式会社」の面接で志望動機が上手く言えなかったことがトラウマとなり、そのころに戻りたくない理由で今の会社で働き続けていた。笠見が彩華とのゲームに負け、罰として面白いことを言わなければならない責任を押し付けられたことが引金となり、それまで心の奥底で抱えていた不満が遂に爆発。自ら制作した取引先「笹川化粧品」のデザイン画の裏面を「退職届」と称して笠見に怒号を叩き付ける。舞とのゲームで手が冷たかった原因を彩華は「ストレスから来る自律神経の乱れ」と推測しており、「石山さんに必要なのは休み方改革かも知れない」とも言っている。舞とのゲームを通して人の暖かさを知ることが出来た際、彼女に対して感謝の言葉を述べた。
笠見隆弘
演 - 遠藤かおる
Webデザイン会社「ポジティブ」社長。部下の石山のみならずキャバ嬢に対しても横柄な態度を取る。ゆとり世代の石山を罵倒し、仕事を終わらせるまで帰るな、明日に持ち越すなと言いながら自分は誰よりも早く定時で退社するなど、言うこととやることが一致しない。取引先で石山が制作したデザイン画を賞賛された際は自分の手柄にしている。彩華とのゲームに負け、罰ゲームの責任を石山に擦り付け激昂され殴ろうとするも、彩華に制止され返り討ちに遭う。その後は会社は訴えられたことが城金の口から語られ、倒産も時間の問題とも予想していた。
「笹川化粧品」社員
演 - 小川ガオ
「ポジティブ」経理担当社員
演 - 羽田実世
「ポジティブ」社員
演 - 小玉丈貴

#### 第8話
鹿沼カスミ（かぬま カスミ）
演 - 片山萌美
読者モデル兼インスタグラマー兼インフルエンサー。
宮地（みやじ）
演 - 寺井文孝
カスミの友人。アパレル王。
須田（すだ）
演 - 中村公隆
カスミの友人。スマホゲーム開発社長。年商15億円。
アベベ
演 - 板倉武志
カスミの友人。不動産会社社長。
稲ちゃん
演 - 五十嵐麻朝
カスミの友人。外食チェーンの社長の息子。
リリ
演 - 井上史乃
カスミの同僚
演 - 南りほ、佐分利眞由奈
上記三名はカスミの子飼いの読者モデル。
フルフェイスの集団
演 - 大天裕亮、愛徒隆司、青坂健斗、千崎大地
滝沢（たきざわ）
演 - 砂田寛人（最終話）
刑事
演 - 加藤大騎
上記二名は大阪府警刑事。

#### 第9話
鶴橋勇太
演 - 小林且弥
ボクシング元世界チャンピオン。
エリ
演 - 仲村美海（最終話）
「セ・ラ・ヴィ」新人キャバ嬢。しかし裏では志田の命令で中谷と一緒に美人局で金を騙しとった実行犯。舞に警察に真実を話すように促され拒否するが、結局自首し志田逮捕へと繋げた。
中谷大輔
演 - 渡邉紘平（最終話）
週刊誌のカメラマンを装い、エリと一緒に美人局で金を騙しとった実行犯。独特な口調が特徴的で舞曰く「ウェイウェイ言う人」。最終的に美人局の被害者に雇われた暴力団に返り討ちに遭う。
イジリー岡田
演 - イジリー岡田（本人役）
中谷とエリに美人局で騙される。
響
演 - hibiki（lol）
易者の手下で女スパイ。自身がlolのメンバーであることを易者に話しておらず、易者と彩華が街に貼り付けていたポスターで気付いた時は驚いていた。
レストランのボーイ
演 - 村田匡弥

#### 最終話
三島（みしま）
演 - 金剛地武志
営業トークでユーリから「大好き」と言われたことを真に受けて逆上し、彼女を包丁で脅迫する。プロポーズされたと思い式場を予約したことを告げるとユリに「やり過ぎやろ」と指摘される。

## スタッフ
- 脚本 - 山岡潤平、保木本真也、山田佳奈
- 音楽 - 原田智英
- 主題歌 - lol-エルオーエル-「nanana」（avex trax）[71]
- 撮影 - 宮﨑悟郎
- 撮影助手 - 新井亮平
- 撮影助手（見習い） - 本間優理
- 照明 - 及川厚
- 照明助手 - 八木重憲
- 音声 - 原子内利彦
- 音声助手 - 山本日香留
- 美術プロデューサー - 津留啓亮
- 美術 - 多田明日香
- 装飾 - 赤星裕史
- 持道具 - 伊地智純子
- 衣裳 - 尾花幸恵
- 衣裳助手 - 友永香純
- メイク - 山口かな子
- メイク助手 - 高橋美智
- 選曲・効果 - 安藤友章
- MA - 小川沙織
- 編集 - 細野優理子
- ライン編集 - 来栖和成、斎藤竜
- CG - 永見康明
- 画面制作 - 水野鋭児
- 技術デスク - 蟇田忠雄
- 制作デスク - 馬場まゆみ（MMJ）
- 編集デスク - 河原佑介
- エキストラ - 猪狩賢二、八木純子
- 編成 - 谷口達彦（AbemaTV）、園部充（朝日放送）
- 宣伝 - 梅宮光司（AbemaTV）、木原一乃（AbemaTV）、田畑咲紀子（AbemaTV）、市川貴裕（朝日放送）、朝比奈紀子（朝日放送）
- ホームページ - 澤野井信宏（朝日放送）
- スチール - 池永一之
- 助監督 - 橋本英樹、塚田芽来、羽田実世
- 記録 - 菅谷雪乃
- 制作担当 - 江崎亘
- 制作主任 - 田中信隆
- 制作進行 - 山口達也
- 制作車輌 - 田中麻美
- 車輌 - 石本健二、カースタントTA・KA
- プロデューサー補 - 鮫島由美子（AbemaTV）、原野めぐみ（AbemaTV）、門脇志織（MMJ）
- AP - 中村麻美
- チーフプロデューサー - 宮本博行（AbemaTV）、飯田新（朝日放送）、神通勉（MMJ）
- プロデューサー - 山崎宏太（朝日放送）、八巻薫（朝日放送）
- 協力プロデューサー - 奥村彰浩（Abema Production）、遠田孝一（MMJ）
- 監督 - 本田隆一
- 制作協力 - Abema Production、MMJ
- 制作著作 - AbemaTV、朝日放送

## 劇中でのゲーム
ぴったり飲みましょう
互いに目隠しをして、指定された線が記されたグラスに注いだ酒を同時に飲み、酒の残量が線ギリギリに近いが勝ち。
マンションゲーム
輪になって「101号室」から順に「102号室」「103号室」と1階の部屋番号を割り振り、「マンションゲーム!」を3回連呼で開始。手でリズムを取りながら「101から103」と相手の部屋番号を指名して回して行う。部屋番号を間違たり、上手く指名出来ず、リズムを乱すと負け。負けた者は2階、3階と部屋の階数が上がり、4階に着いた時点で負け。
女王様ゲーム
王様ゲームの要領で、くじを引き当てた者が女王様になり、名指しで誰にも質問出来る。指定された者は嘘偽り無く答えなければならない。同ゲームの提案・タイトルコールは彩華ではなく凛が行なっている。
愛してるゲーム
昨今の女子高生・女子大生で人気のゲーム。互いに「愛してる」と言い合い続け、照れて笑ったり、言葉が詰まると負け。言い方はアレンジしても構わない。
環状線ゲーム
お題を決め、リズムに合わせて参加者が順番に答えを回していく。流れに乗れなかったり、一度出たお題やお題と異なることを答えた者は負け。ゲーム名はお題に大阪環状線の駅名が使われたことに由来しており、東京では別名「山手線ゲーム」と呼ばれる。

## 放送・配信日程
| 各話   | 配信日   | 放送日   | サブタイトル               | ラテ欄                 | 脚本       |
| 各話   | AbemaTV  | 朝日放送 | サブタイトル               | ラテ欄                 | 脚本       |
| ------ | -------- | -------- | -------------------------- | ---------------------- | ---------- |
| 第1話  | 10月09日 | 10月16日 | 伝説のキャバ嬢             | 夏菜限界セクシー!      | 山岡潤平   |
| 第2話  | 10月16日 | 10月24日 | 伝説のキャバ嬢VSパパ活     | 夏菜限界セクシー!      | 山岡潤平   |
| 第3話  | 10月23日 | 10月30日 | 伝説のキャバ嬢VS擬態女子   | 夏菜が女王様に…!?      | 保木本真也 |
| 第4話  | 10月30日 | 11月06日 | 伝説のキャバ嬢VSライブ動画 | 永尾まりやが脱ぐ!      | 保木本真也 |
| 第5話  | 11月06日 | 11月13日 | キャバ嬢&黒服との恋        | (秘)ゲームで下着姿に!? | 山田佳奈   |
| 第6話  | 11月13日 | 11月20日 | 地下アイドルがAVに!?       | 最凶!? アイドル登場!!  | 山田佳奈   |
| 第7話  | 11月20日 | 11月27日 | 大興奮!! 握ってLOVE        | 興奮!! 握ってLOVE      | 保木本真也 |
| 第8話  | 11月27日 | 12月04日 | SNS女王とガチ対決!!        | SNS女王とガチ対決      | 山岡潤平   |
| 第9話  | 12月04日 | 12月11日 | キャバ嬢とゲス週刊誌       | ゲス週刊誌が美人局!?   | 山岡潤平   |
| 最終話 | 12月11日 | 12月18日 | 涙のラストゲーム           | 涙のラストゲーム…      | 山岡潤平   |

## 放送時間・配信時間
| 放送対象地域 | 放送局              | 系列           | 放送期間                  | 放送時間 | 備考                                 |
| ------------ | ------------------- | -------------- | ------------------------- | --- | ------------------------------------ |
| 近畿広域圏   | 朝日放送（ABC）     | テレビ朝日系列 | 2017年10月16日 - 12月18日 | 月曜 0:40 - 1:15（日曜深夜） | 制作局                               |
| 福岡県       | 九州朝日放送（KBC） | テレビ朝日系列 | 2018年5月26日 - 7月14日   | 5月26日 1:54 - 2:58（第1話・第2話） 6月2日 0:50 - 1:25（第3話） 6月9日 2:29 - 3:01（第4話） 6月23日 2:19 - 2:51（第5話） 6月30日 0:50 - 1:25（第6話） 7月7日 1:54 - 2:58（第7話・第8話） 7月14日 1:59 - 3:03（第9話・最終話） | 「金曜エンターテインメント」枠で放送 |

ネット配信
| 配信元  | 配信開始日     | 配信時間           | 備考 |
| ------- | -------------- | ------------------ | --- |
| AbemaTV | 2017年10月9日  | 月曜 22:00 - 22:30 | 制作元 |
| TVer    | 2017年10月16日 | 月曜 1:15更新      | 初回のみ2:05更新、朝日放送での終了時刻が繰り下がった場合はそれ以降に更新 最新話限定で朝日放送での次回放送開始35分前まで無料配信 |

## 特別番組
本番組の配信および放送に先立ち、関連番組として『秘密のキャバ園』がAbemaTVでのみ配信された。60分×全3回。ドラマの撮影秘話のほか、現役キャバ嬢が複数名登場して仕事上の秘話を語る。

### 出演者
- パンサー（第1回、第3回）
- バイきんぐ（第2回）
- 夏菜（第3回）
- 天木じゅん（第1回、第3回）
- 森咲智美
- 増田有華（第2回）
- 丹崎敏光
- 浅野幸恵（第3回）
- ロビンフット・おぐ（第2回）※黒服として登場